# 한승훈 (아나운서)
한승훈(韓承勳, 1981년 ~ )은 대한민국 KBS제주방송총국의 아나운서이다.

## 경력
- 2007년 : 대구MBC 아나운서
- 2010년 ~ : KBS 제주방송총국 아나운서

## 진행

### TV
- KBS 뉴스 9 제주
- KBS 뉴스 7 제주
- 콘텐츠 안테나
- 탐나는 제주

### 과거 TV
- KBS 뉴스광장 제주
- KBS 뉴스 7 제주
- 생방송 제주가 보인다
- 보물섬
- 생생 3도